# Winthrop Palmer
Pour les articles homonymes, voir Palmer.
Temple de la renommée américain : 1973
Winthrop Palmer (né le 5 décembre 1906 à Summit (New Jersey) et mort le 4 février 1970 à Madison (Connecticut)) est un hockeyeur sur glace américain. Lors des Jeux olympiques d'hiver de 1932 disputés à Lake Placid, il remporte la médaille d'argent.

## Palmarès
- Médaille d'argent aux Jeux olympiques de Lake Placid en 1932
- Champion du monde en 1933